# Discografia de Sigur Rós
A discografia da banda Sigur Rós, consiste em seis álbuns de estúdio, um álbum remix, dois EP, duas bandas sonoras, dez singles, oito vídeoclipes e um DVD.
A banda foi formada em 1994 em Reykjavík, Islândia, pelo vocalista e guitarrista Jón Þór Birgisson, pelo baixista Georg Hólm e pelo baterista Ágúst Ævar Gunnarsson.

## Álbuns de estúdio
| 1997                       | Von - Lançamento: Junho de 1997 - Gravadora: Smekkleysa Records - Formato: CD, LP                                            | —  | —  | —  | —  | —  | —  | — | —  | —  | —  | - IFPI: Platina        |  |
| 1999                       | Ágætis byrjun - Lançamento: Junho de 1999 - Gravadora: Smekkleysa Records - Formato: CD, LP                                  | 1  | —  | —  | —  | —  | 38 | — | 17 | 52 | —  | - ISL: Platina         |  |
| 2002                       | ( ) - Lançamento: 28 de Outubro de 2002 - Gravadora: Smekkleysa Records - Formato: CD, LP                                    | 1  | 49 | 24 | 24 | 33 | 17 | — | 6  | 49 | 51 | - ISL: Ouro            |  |
| 2005                       | Takk... - Lançamento: 12 de Setembro de 2005 - Gravadora: Smekkleysa Records - Formato: CD, LP, DD                           | 1  | 19 | 16 | 8  | 8  | 6  | 4 | 4  | 16 | 27 | - ISL: Ouro - RU: Ouro |  |
| 2008                       | Með suð í eyrum við spilum endalaust - Lançamento: 20 de Junho de 2008 - Gravadora: Smekkleysa Records - Formato: CD, LP, DD | 1  | 14 | 8  | 7  | 11 | 4  | 7 | 4  | 5  | 15 |                        |  |
| 2012                       | Valtari - Lançamento: Maio de 2012 - Gravadora: Parlophone - Formato: CD, LP                                                 | 14 | 21 | 21 | 61 | 23 | 1  | 7 | 12 | 8  | 7  |                        |  |
| "—" não chegou às tabelas. | |    |    |    |    |    |    |   |    |    |    |                        |  |

## Compilações
| Ano                        | Detalhes                                                                                             | Posições | Posições | Posições | Posições | Posições | Posições | Posições | Posições | Posições | Certificações |
| Ano                        | Detalhes                                                                                             | ISL      | AUS      | BEL      | IRL      | ITA      | NOR      | SUE      | SUI      | UK       | Certificações |
| -------------------------- | --- | -------- | -------- | -------- | -------- | -------- | -------- | -------- | -------- | -------- | ------------- |
| 2007                       | Hvarf/Heim - Lançamento: 5 de Novembro de 2007 - Gravadora: EMI - Formato: CD, LP, DD                | 2        | 49       | 18       | 15       | 16       | 21       | 45       | 44       | 23       | - RU: Prata   |
| 2009                       | We Play Endlessly - Lançamento: 31 de Janeiro de 2009 - Gravadora: EMI/The Independent - Formato: CD | —        | —        | —        | —        | —        | —        | —        | —        | —        |               |
| "—" não chegou às tabelas. | |          |          |          |          |          |          |          |          |          |               |

## Remix
| Ano  | Detalhes                                                                                 |
| ---- | ---------------------------------------------------------------------------------------- |
| 1998 | Von brigði - lançamento: Julho de 1998 - Gravadora: Smekkleysa Records - Formato: CD, LP |

## Bandas sonoras
| Ano  | Detalhes                                                                                |
| ---- | --------------------------------------------------------------------------------------- |
| 2001 | Englar alheimsins - Lançamento: 27 de Setembro de 2001 - Gravadora: Krúnk - Formato: CD |
| 2003 | Hlemmur - lançamento: Março de 2003 - Gravadora: Smekkleysa Records - Formato: CD       |

## EP
| Ano  | Detalhes                                                                                           | Posições | Posições | Posições | Posições | Posições |
| Ano  | Detalhes                                                                                           | ISL      | FRA      | IRL      | ITA      |          |
| ---- | -------------------------------------------------------------------------------------------------- | -------- | -------- | -------- | -------- | -------- |
| 2001 | Rímur - Lançamento: Abril de 2001 - Gravadora: Krúnk - Formato: CD                                 | —        | —        | —        | —        |          |
| 2004 | Ba Ba Ti Ki Di Do - Lançamento: 24 de Março de 2004 - Gravadora: Geffen - Formato: Mini CD, CD, LP | —        | 77       | 25       | 7        |          |

## Singles
| Ano                        | Título                         | Posições | Posições | Posições | Posições | Posições | Álbum                                |
| Ano                        | Título                         | ISL      | CAN      | DIN      | IRL      | UK       | Álbum                                |
| -------------------------- | ------------------------------ | -------- | -------- | -------- | -------- | -------- | ------------------------------------ |
| 1999                       | "Svefn-g-englar"               | —        | —        | —        | —        | 146      | Ágætis byrjun                        |
| 2000                       | "Ný batterí"                   | —        | —        | —        | —        | 133      | Ágætis byrjun                        |
| 2003                       | "untitled #1" (a.k.a. "Vaka")  | —        | 4        | 20       | 31       | 72       | ( )                                  |
| 2005                       | "Glósóli"                      | 1        | —        | —        | —        | —        | Takk...                              |
| 2005                       | "Hoppípolla"                   | —        | —        | —        | —        | 24       | Takk...                              |
| 2006                       | "Sæglópur"                     | —        | —        | —        | —        | —        | Takk...                              |
| 2007                       | "Hljómalind"                   | —        | —        | —        | —        | 91       | Hvarf/Heim                           |
| 2008                       | "Gobbledigook"                 | 9        | —        | —        | —        | —        | Með suð í eyrum við spilum endalaust |
| 2008                       | "Inní mér syngur vitleysingur" | 8        | —        | —        | —        | 152      | Með suð í eyrum við spilum endalaust |
| 2009                       | "Við spilum endalaust"         | —        | —        | —        | —        | —        | Með suð í eyrum við spilum endalaust |
| "—" não chegou às tabelas. |                                |          |          |          |          |          |                                      |

## Outras participações

### Como convidado
| Ano  | Música | Álbum             | Artista |
| ---- | ------ | ----------------- | ------- |
| 1998 | "Dót"  | Strokið og slegið | Didda   |

### Compilações
| Ano  | Música           | Álbum                  | Notas                                                      |
| ---- | ---------------- | ---------------------- | ---------------------------------------------------------- |
| 1994 | "Fljúgðu"        | Smekkleysa í hálfa öld | - Compilação com artistas sob o selo da Smekkleysa Records |
| 1998 | "Leit Að Lífi"   | Popp í Reykjavík       | - Remix da faixa do álbum Von                              |
| 2003 | "Ég Mun Laknast" | Branches and Routes    | - Compilação com artistas sob o selo da Fat Cat Records    |

### Bandas sonoras
| Ano  | Música                       | Banda sonora                         | Notas                                                                                     |
| ---- | ---------------------------- | ------------------------------------ | ----------------------------------------------------------------------------------------- |
| 2000 | "Bíum bíum bambaló"          | Englar alheimsins                    | - Banda sonora do filme Englar alheimsins, composta por Hilmar Örn Hilmarsson e Sigur Rós |
| 2000 | "Dánarfregnir og jarðafarir" | Englar alheimsins                    | - Banda sonora do filme Englar alheimsins, composta por Hilmar Örn Hilmarsson e Sigur Rós |
| 2004 | Film score                   | Banda sonora de The Loch Ness Kelpie | - Curta metragem de 12 minutos, produzida pela BBC Alba                                   |
| 2005 | "Á ferð til Breiðafjarðar"   | Banda sonora de Gargandi snilld      | - Atuação com Steindór Andersen                                                           |
| 2005 | "Hrafnagaldr Óðins"          | Banda sonora de Gargandi snilld      | - Atuação com Steindór Andersen                                                           |

## Videoclipes
| Ano  | Título                         | Diretor(es)                          |
| ---- | ------------------------------ | ------------------------------------ |
| 1999 | "Svefn-g-englar"               | August Jakobsson, Sigur Rós          |
| 2000 | "Viðrar vel til loftárása"     | Stefan Arni, Siggi Kinski, Sigur Rós |
| 2003 | "untitled #1"                  | Floria Sigismondi                    |
| 2005 | "Glósóli"                      | Stefan Arni, Siggi Kinski            |
| 2005 | "Hoppípolla"                   | Stefan Arni, Siggi Kinski            |
| 2006 | "Sæglópur"                     | Sigur Rós, The Mill                  |
| 2008 | "Gobbledigook"                 | Stefan Arni, Siggi Kinski            |
| 2008 | "Inní mér syngur vitleysingur" |                                      |

## Videografia
| Ano  | Detalhes                                                                                        | Certificações          |
| ---- | ----------------------------------------------------------------------------------------------- | ---------------------- |
| 2007 | Heima - Diretor: Dean DeBlois - Lançamento: 27 de Setembro de 2007 - Estúdio: Klikk Productions | - CAN: Ouro - RU: Ouro |